# Georg Gottfried Marpurg
George Gottfried Marpurg (* 6. März 1755 in Langensalza; † 10. Novemberjul. / 22. November 1835greg. in Rõuge) war ein deutsch-baltischer Geistlicher und Verfasser estnischer Schriften.

## Leben

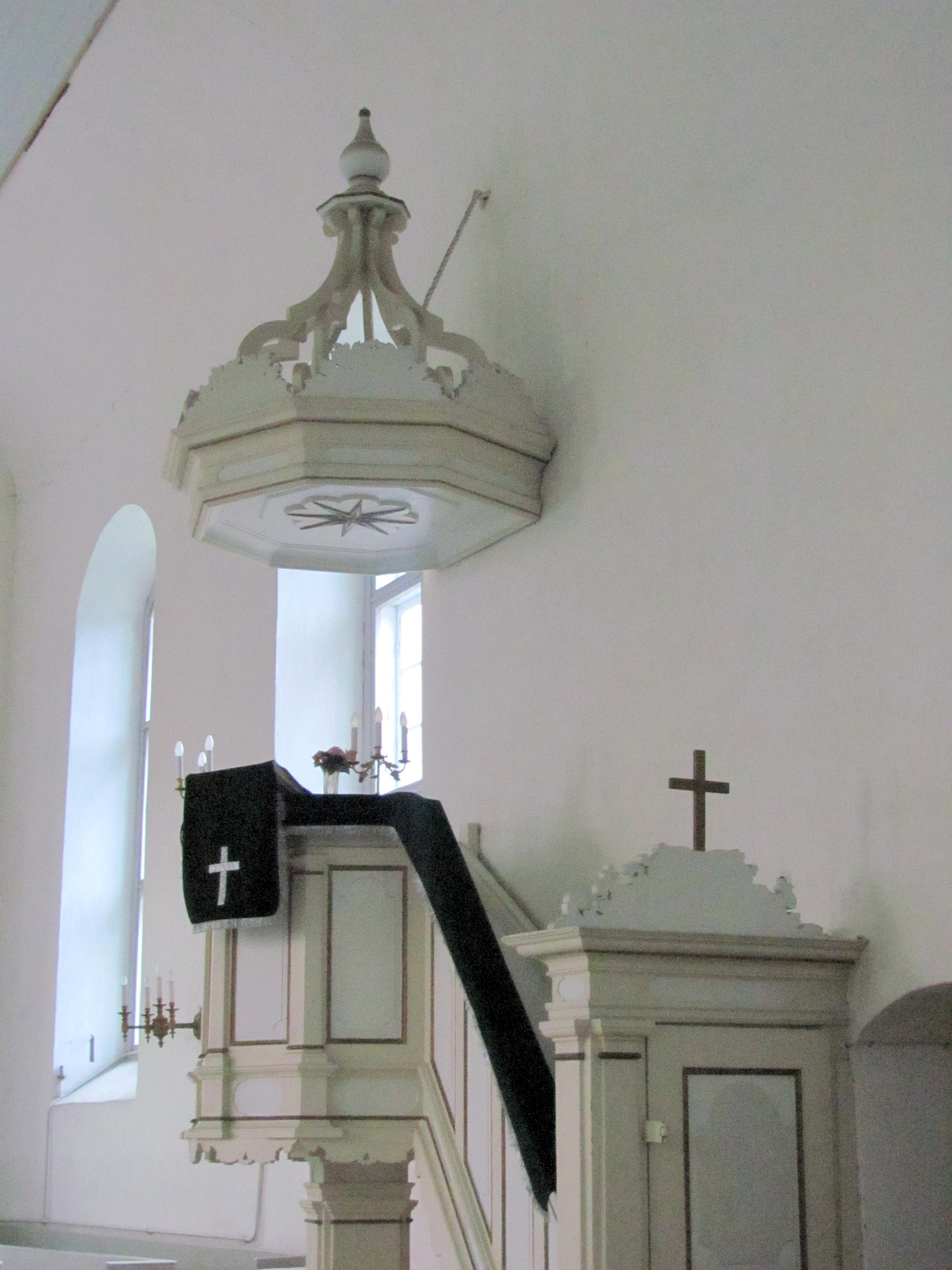
Kanzel der Kirche in Rõuge

Marpurg wurde als Kaufmannssohn im thüringischen Langensalza geboren und studierte von 1773 bis 1777 an der Universität Leipzig Theologie. Anschließend ging er als Hauslehrer nach Riga, ab 1780 war er in Tartu. Von 1782 bis 1811 war er Pastor in Vastseliina, danach bis zu seinem Tode in Rõuge.

## Werk
Marpurg vertrat eine rationalistische Strömung und war vermutlich der erste, der in einem estnischsprachigen Volksbuch (1802) die kopernikanische Wende vollzug, d. h. die Sonne als Mittelpunkt des Sonnensystems darstellte. Mit seinen weiteren, in der südestnischen Sprachvariante abgefassten Büchern wurde er zu einem der Mitbegründer der frühen weltlichen Prosa in Estland.
Später kam er unter anderem durch den Kontakt zu Juliane von Krüdener unter pietistischen Einfluss und publizierte kaum noch weltliche Bücher.

## Publikationen (Auswahl)
Ein vollständiges Verzeichnis von Marpurgs estnischsprachigem Werk bei: Eestikeelne raamat 1525-1850. Toim. E. Annus. Tallinn 2000, hier S. 638, wo unter seiner Kurzbiographie Verweise auf 13 Schriften sind, deren Urheber er war oder an denen er beteiligt war.
- Kristlik Oppetusse-Ramat ('Christliches Lehrbuch'). Grenzius, Tartu 1793. 202 S.
- Ma-rahwa Laste-Kaswatamissest ('Zur Kinderaufzucht des Bauernvolks'). Grenzius, Tartu 1799. 16 S.
- Eesti-Ma-Rahwa Kalender ('Kalender des estnischen Landvolks'). Grenzius, Tartu 1805. 48 S.
- Weikenne oppetusse nink luggemisse Ramat ('Kleines Lehr- und Lesebuch'). Marpurg, Tartu 1805. 137 S.